# 디메아투스속
디메아투스속(Dimeatus)은 편새해초목에 속하는 피낭동물 속의 하나이다. 디메아투스과(Dimeatidae)의 유일속이다. 2종으로 이루어져 있다.

## 하위 종
- D. attenuatus Sanamyan, 2001
- D. mirus Monniot & Monniot, 1981